# Z-DOS
Z-DOS是微軟MS-DOS的已停產代工生產版本，專門適用於在Zenith Z-100個人電腦的硬件上運行。

## 介紹
Z-100使用Intel 8088微處理器，但在其他方面與IBM PC的內部架構完全不同。
當時微軟的MS-DOS並不專門針對任何特定的硬件平台，但只要它使用兼容Intel 8086的微處理器，就可以在大多數系統上運行，這種情況與當時流行的CP/M系統完全一樣。當時，它通常使用兼容Intel 8080（Intel 8080、Intel 8085和Z80等）的微處理器。為了實現這一點，MS-DOS和CP/M一樣，依賴於特定於平台的 (DOS-)BIOS，它必須為目標機器編寫，以便獨立於硬件的DOS內核可以在其上運行。除了作為PC DOS發布的IBM的MS-DOS OEM版本之外，還有許多其他MS-DOS的OEM版本適用於特定的非IBM兼容OEM硬件——其中包括Zenith的Z-DOS。直到後來，當幾乎百分百IBM兼容的複製品成為常態時，“MS-DOS”才成為可以在大多數克隆上運行的通用版本。然而，這個通用版本的MS-DOS無法在Z-100等較舊的非IBM兼容機上運行。